# 波波瓦赫雷布利亚
48°7′49.48″N 29°17′55.14″E / 48.1304111°N 29.2986500°E
波波瓦赫雷布利亚（烏克蘭語：Попова Гребля），2016年前称切尔沃纳赫雷布利亚（烏克蘭語：Червона Гребля），是烏克蘭的村落，位於該國西南部文尼察州，由海辛區負責管轄，處於布里塔夫卡河畔，始建於十八世紀，面積6.08平方公里。